# Villers-le-Tourneur
 Villers-le-Tourneur  es una población y comuna francesa, en la región de Champaña-Ardenas, departamento de Ardenas, en el distrito de Rethel y cantón de Novion-Porcel.
Está integrada en la Communauté de communes des Crêtes Préardennaises.

## Demografía
| 193 | 197 | 171 | 165 | 141 | 161 |
| Para los censos de 1962 a 1999 la población legal corresponde a la población sin duplicidades (Fuente: INSEE [Consultar]) |     |     |     |     |     |